# Candyman (personaje)
Daniel Robitaille, coloquialmente conocido como Candyman, es un personaje de ficción y el principal antagonista de la serie de películas Candyman, procedentes de la historia corta Lo prohibido de Clive Barker. En la serie de películas, fue retratado como el fantasma vengativo de un hombre afroestadounidense que fue brutalmente asesinado por una relación amorosa interracial prohibida en el siglo XIX y que perseguiría y mataría a cualquiera que dijera el nombre de Candyman ante un espejo cinco veces seguidas. El personaje está retratado en las tres películas por el actor Tony Todd, quien logra retomar el papel en la nueva versión de 2021, una secuela directa de la película original de 1992.

## Apariciones

### Literatura
Antes de las adaptaciones cinematográficas, el personaje de Candyman se originó a partir del cuento Lo prohibido de la colección de cuentos Books of Blood de Clive Barker. Según la historia, la descripción de la apariencia de Candyman fue la siguiente:
Era brillante hasta el punto de lo llamativo: su carne era de un amarillo ceroso. Sus finos labios son de color azul pálido. Sus ojos salvajes brillan como si sus iris estuvieran engastados con rubíes. Su chaqueta era un patchwork y sus pantalones son iguales. Se veía, pensó Helen, casi ridículo con su abigarrado manchado de sangre y el toque de colorete en sus mejillas ictéricas. La cara de la versión literaria fue descrita como "morbosa" e "ictericia", mientras que su olor era como el hilo dental. El icónico garfio y las abejas se introducen en el cuento, así como en otros personajes como Helen, pero la raza, el nombre, el lugar de origen o la historia de fondo de Candyman nunca se mencionan y se introdujeron con la serie de películas. El elemento de convocarlo diciendo 'Candyman' frente a un espejo también estuvo ausente. La mera duda de su existencia fue suficiente para atraerlo.

### Películas
La primera aparición de Candyman en la película fue en Candyman (1992), donde la protagonista femenina llamada Helen Lyle estaba investigando una leyenda urbana que giraba en torno a una figura enigmática que solo se conocía como Candyman, que parecía estar relacionada con una serie de asesinatos espeluznantes en las cercanías de Cabrini–Green, Chicago donde al menos 26 víctimas son desgarradas "desde la entrepierna hasta el esófago" por un autor desconocido que no dejó ningún rastro, salvo el cuerpo. Todos los habitantes de la cuadra de la ciudad parecían convencidos de que Candyman estaba detrás de esto, que era solo un espectro que supuestamente podía ser convocado repitiendo su nombre cinco veces frente a un espejo y se informó que tenía un gran garfio de metal en lugar de su mano derecha. Helen tuvo dudas sobre esto después de encontrarse con un gánster vivo que adoptó el alias de Candyman para intimidar a los demás. Agredió a Helen, quien concluyó que las historias que escuchó no son más que cuentos de hadas después de esto. Esta negación vocal del Candyman finalmente sacó al fantasma real del Candyman. Se reveló a Helen al afirmar que, dado que ella dudaba de su existencia, debe derramar la sangre inocente para mantener vivo el mito de sí mismo. Mató al perro y secuestró al bebé de una residente llamada Anne-Marie McCoy, además de asesinar brutalmente a la amiga y colega de Helen llamada Bernadette al incriminar a Helen por esos actos.
Candyman se jactaba de que todos los que amaba (incluido su esposo llamado Trevor), la abandonarían, se entregarían a él y convertirse en parte de su leyenda urbana sería su única opción ahora. Helen fue internada en un hospital psiquiátrico, pero Candyman mató a su psiquiatra y le permitió salir de la instalación. Helen, que regresó a Cabrini-Green, descubrió que podría ser la reencarnación del antiguo amante de Candyman al explicar por qué él la atacaría en particular. Finalmente, descubrió al bebé desaparecido Anthony McCoy en una hoguera, pero los residentes que vieron al Candyman en él, salieron en una turba para quemar al asesino. Atrapada en el fuego, Helen logró salvar al bebé para Anne-Marie, pero a costa de su propia vida, quien muere a causa de sus heridas. Trevor, que estaba tratando de "convocar" a Helen repitiendo su nombre cinco veces frente a un espejo, lo logró inesperadamente y fue brutalmente asesinado por ella al revelar que se convirtió en parte de la leyenda mortal de Candyman.
Candyman apareció de nuevo en la secuela, Candyman: Farewell to the Flesh (1995) tres años después de la muerte de Helen, donde masacró al profesor Philip Purcell, quien apareció en la primera película y en la historia corta y supuestamente era una autoridad líder en la leyenda urbana de Candyman. No estaba convencido de que la leyenda tuviera algún elemento sobrenatural y trató de demostrar que estaba equivocado diciendo Candyman cinco veces en el espejo de su propio libro brillante. Esto lo llevó a su espantosa muerte por el mismo Candyman poco después. Ethan Tarrant, que era descendiente del propio Candyman, fue hecho sospechoso de este crimen debido a que descuidadamente había hecho amenazas aparentes contra el profesor públicamente justo antes de su asesinato sin tener coartada.
En Candyman 3: Day of the Dead (1999) está ambientado en 2020. Candyman aparece en Los Ángeles durante las celebraciones del Día de los Muertos, encontrándose con la hija adulta de Annie, Caroline (su descendiente final).
En Candyman (2021, ambientada en 2019), Candyman es convocado una vez más por un Anthony McCoy ahora adulto. Se revela que a lo largo del pasado, Candyman ha mantenido su presencia al hacer arreglos para que las autoridades racistas maten a varios afroamericanos de maneras que se asemejan a su propia muerte. Eventualmente, un Anthony desfigurado y catatónico es asesinado a tiros por la policía, lo que le permite a Candyman poseer el cuerpo de Anthony e ir a una matanza.

## Desarrollo

### Concepto y creación
La historia de fondo de Candyman siendo el hijo de un esclavo y un pintor que se convirtió en el amante de la hija de un terrateniente rico no estaba presente en Lo prohibido o el nombre de Daniel Robitaille. Tan pronto como Tony Todd y su coprotagonista, Virginia Madsen fueron elegidos como Candyman y Helen respectivamente, Bernard Rose, el director de la cinta de 1992, les dio las manos libres para desarrollar las historias de fondo de su personaje como parte de la creatividad. Rose explica que "Candyman no es negro en la historia de Clive. De hecho, toda la historia de fondo de la historia de amor interracial que salió mal no está en el libro. Todo lo que está en el libro está en la película, pero ha sido amplificado". A Todd se le ocurrió la historia de fondo del personaje durante los ensayos con Madsen. El nombre que Todd le asignó al personaje fue "Granville T. Candyman", quien tuvo una relación amorosa prohibida e interracial con una mujer blanca de la que estaba pintando un retrato, lo que lo llevó a un linchamiento fatal a manos de una turba enfurecida. El nombre de Granville nunca se usó en la primera película, dejando al personaje sin nombre. El nombre que finalmente se designó para él en la secuela sería Daniel Robitaille. Esta historia de fondo supuestamente se estableció en Chicago. El elemento de Nueva Orleans se agregó con la secuela Farewell to the Flesh.

### Diseño del personaje
Candyman está impulsado en gran medida por la necesidad de mantener su legado, matando a aquellos que dudaban de su existencia para asegurarse de que el rumor sobre él se mantenga vivo. Ha sido descrito como un "demonio necrófago alimentado por la fe de sus creyentes". Se ve obligado a tratar con sus seguidores para hacerles creer de nuevo y castigar al intruso que los descarrió". En ensayos sobre género, raza y cultura, la naturaleza de Candyman se compara con un vampiro, elaborando algo similar a los vampiros: "[Candyman] posee la capacidad de hipnotizar a su presa de tal manera que parecen desear sus victimizaciones". Tony Todd compara su habilidad para invocar miedo, sugestión y seducción con el villano El Espantapájaros de DC Comics. También compara su personaje con El fantasma de la ópera de Gaston Leroux y en El jorobado de Notre Dame de la novela de Victor Hugo, Nuestra Señora de París en el sentido de que todos son "monstruos" que usan tanto la ternura como el terror para ganarse el amor (sin respuesta) de las protagonistas femeninas. Virginia Madsen confirmó que Candyman tenía la intención de ser un "Drácula afroestadounidense", y agregó que pensaba que era "atractivo para la comunidad afroamericana porque finalmente tenían su propio Drácula". Ha sido comparado específicamente con el de la película protagonizada por Gary Olman de la novela Drácula de Bram Stoker, siendo "no solo oscuro, sino alto y guapo; un artista (literalmente) torturado y un romántico desesperado, muy en el molde del Drácula de Gary Oldman". Bernard Rose también afirmó que la historia bíblica de Sansón fue una inspiración para la historia de Candyman, y explicó que "Sansón consternó a sus padres al tomar una esposa filistea, y se detuvo solo para matar al joven león cuyo cadáver cría abejas y corría con miel. Candyman, indignado e intolerante por su amor por una mujer blanca y fue asesinado al ser untado con miel y siendo picoteado por las abejas asesinas".
En la película Candyman 3: Day of the Dead, se establece que la mafia del linchamiento cantó su sobrenombre de Candyman cinco veces antes de morir, explicando por qué aparecería en ese recuento. El elemento de convocar al espectro cantando su nombre repetidamente frente a un espejo se remonta a la leyenda urbana de Verónica. En el cuento, el personaje describe su estado de existencia como una leyenda urbana, diciendo: "Soy un rumor. Es una condición bendecida, créanme. Vivir en los sueños de la gente; ser susurrado en las esquinas; pero no tiene que ser", mientras que la versión cinematográfica dice: "Yo soy la escritura en la pared, el susurro en el aula. Sin estas cosas, no soy nada".

## Armado
Candyman fue noveno en la lista de los 10 mejores íconos slasher de Fandango y Bloody Disgusting y octavo en una lista anterior de Bloody Disgusting. Basado en la información del lector basada en encuestas, Rolling Stone lo incluyó en el décimo lugar entre los villanos de terror. Joblo.com tiene a Candyman en el quinto lugar en su lista de terroristas del saco mientras que ComingSoon.net lo tiene en el séptimo lugar en su lista de villanos slasher. 

### En la cultura ilegal
McFarlane Toys lanzó una figura de acción de Candyman en Movie Maniacs Series 4 en 2001. NECA lanzó más figuras de acción en noviembre de 2019.